# Assemblea speciale per i Paesi Bassi del Sinodo dei vescovi
L'Assemblea speciale per i Paesi Bassi del Sinodo dei vescovi è stata un'assemblea del Sinodo dei vescovi tenutosi a Roma nel gennaio del 1980 su richiesta di papa Giovanni Paolo II per discutere alcune questioni chiave di natura teologica e pastorale della Chiesa cattolica nei Paesi Bassi. 
Il motivo della convocazione includeva una grave crisi di potere, la mancanza di comunità tra i vescovi olandesi stessi e la polarizzazione che a quel tempo la Chiesa olandese dimostrava. Le tensioni tra la Chiesa olandese e Roma erano sorte dopo il Concilio Vaticano II (1962-1965). Sotto gli auspici dei vescovi olandesi, nel 1966 venne pubblicato un Nuovo Catechismo nel quale l'episcopato volle tradurre i risultati del Concilio per la situazione olandese. I vescovi presero l'iniziativa di istituire un Consiglio pastorale della provincia ecclesiastica olandese (1968-1970): un'ampia assemblea democratica, composta da laici e consacrati, in cui ognuno poteva esprimersi su temi sensibili come il celibato, le donne nella Chiesa, il rapporto tra la Chiesa nei Paesi Bassi e la Santa Sede, il controllo delle nascite e diversi altri. Queste attività vennero viste con grande interesse da Roma. La nomina a cappellano di Adrianus Simonis, che in seno al Consiglio pastorale era il portavoce della fazione conservatrice, e - due anni dopo - di Joannes Baptist Matthijs Gijsen, può essere interpretato come un tentativo da parte della Santa Sede di mettere le cose in ordine nella provincia della Chiesa olandese. Tuttavia, le contraddizioni all'interno della Conferenza episcopale più che ridursi si ampliarono dopo queste nomine.
L'iniziativa per questo sinodo era stata ventilata già in precedenza con l'allora arcivescovo di Utrecht, il cardinale Johannes Willebrands, e papa Paolo VI. A convocarlo fu però papa Giovanni Paolo II dopo che lo aveva già annunciato nel mese di ottobre del 1978, sei mesi dopo il suo insediamento. Il sinodo venne formalmente annunciato il 25 maggio 1979 dal cardinale Agostino Casaroli, pro-segretario di Stato di Sua Santità. Venne aperto il lunedì 14 gennaio 1980. Era presieduta da papa Giovanni Paolo II che aveva nominato il cardinale Johannes Willebrands e monsignor Godfried Danneels, da poco nominato arcivescovo di Malines-Bruxelles, come presidenti delegati. Sebbene monsignor Danneels non fosse un vescovo olandese, venne considerato dal pontefice come una figura adatta per favorire la riconciliazione in seno alla Chiesa olandese.
Chiamando insieme i vescovi di un paese, papa Giovanni Paolo II istituì una nuova forma del Sinodo dei vescovi, in aggiunta all'assemblea generale ordinaria, all'assemblea generale straordinaria e all'assemblea speciale, che è del tutto in linea con il motu proprio Apostolica Sollicitudo di papa Paolo VI.

## Svolgimento del sinodo
Domenica 13 gennaio, il papa, prima della preghiera dell'Angelus di quella mattina, invitò tutta la Chiesa a pregare per il successo del sinodo. I vescovi olandesi erano già stati accolti al Collegio olandese sull'Aventino. La prima giornata di lavoro del sinodo cominciò con una messa presieduta dal papa nella cappella di Mathilda. Nell'omelia papa Giovanni Paolo II definì questo sinodo come un evento senza precedenti storici. Egli sostenne che il sinodo era caratterizzato dalla compenetrazione della Chiesa universale e locale: "Lo scopo del nostro incontro è di manifestare la coerenza di queste due dimensioni tutte intere e di consolidarle".
Il sinodo sarebbe durato in totale due settimane. C'erano sempre due incontri al giorno. Questi incontri ebbero luogo nell'aula vecchia del sinodo che si trova nella parte più antica del Palazzo Apostolico, accanto alla torre Borgia. Dal lato olandese erano presenti tutti i vescovi. Il papa fu assistito durante il sinodo dai prefetti delle principali congregazioni romane coinvolte nelle tematiche del sinodo. I più importanti erano i cardinali Sebastiano Baggio, prefetto della Congregazione per i vescovi, e Silvio Oddi, prefetto della Congregazione per il clero. Questi due prelati avevano previsto da tempo una completa riorganizzazione della provincia ecclesiastica olandese. Baggio negli anni era rimasto colpito e allarmato dalla mancanza di unità in seno alla Conferenza episcopale olandese e Oddi, già ai tempi in cui era nunzio apostolico in Belgio, aveva visto con disapprovazione i cambiamenti nella provincia ecclesiastica olandese dopo il Concilio Vaticano II.
La divisione dei vescovi olandesi apparve anche durante il sinodo. Johannes Willem Maria Bluijssen, vescovo di 's-Hertogenbosch nelle sue memorie scrisse: "Noi vescovi olandesi eravamo divisi, incurabilmente divisi; ci siamo costantemente contraddetti l'uno con l'altro, per il foro del Papa e della Curia romana. Gli uomini della Curia a volte hanno messo a dura prova la nostra politica. Ma eravamo troppo divisi per fornire un contrappeso credibile".
Per questo motivo il sinodo durò tanto. Un'altra ragione era che i vescovi, benché divisi tra loro, offrivano davvero una grande resistenza. Quando al segretario del sinodo, il vescovo ausiliare di Haarlem Jos Lescrauwaet fu chiesto per quanto tempo il sinodo sarebbe durato egli rispose: "Fino a quando i vescovi lo vorranno".
Il 25 gennaio, il papa e i vescovi olandesi celebrarono nuovamente la messa insieme. Questa volta l'occasione fu la festa della conversione di Paolo. Nella sua omelia il papa iniziò facendo riferimento all'ecumenismo e si complimentò con il cardinale Johannes Willebrands, presidente del Segretariato per la promozione dell'unità dei cristiani, per il suo lavoro. Egli in conclusione fece un appello ai vescovi olandesi per forgiare e diffondere questa unità internamente.
Il 31 gennaio il papa celebrò la solenne conclusione del sinodo con una celebrazione eucaristica nella Cappella Sistina. Sull'altare della cappella c'era il documento con i decreti sinodali che sarebbero stati firmati dopo la messa dal pontefice e dai padri sinodali. Nella sua omelia il papa elogiò il lavoro che il sinodo aveva svolto e invitò i fedeli dei Paesi Bassi a pregare per il successo della realizzazione di ciò che è stato deciso dall'assemblea.
Le decisioni riguardavano i vescovi, i sacerdoti, i religiosi e i laici. Furono inoltre adottate alcune disposizioni supplementari, come l'istituzione di un consiglio sinodale che avrebbe dovuto vigilare sull'attuazione delle decisioni. Esso era composto dal cardinale Gabriel-Marie Garrone, dal cardinale Johannes Willebrands e da monsignor Johannes Willem Maria Bluijssen. Nel regolamento integrativo fu stabilito che monsignor Gijsen, uno dei vescovi più isolati, avrebbe dovuto prendere parte alle attività nazionali della provincia ecclesiastica olandese.
Per quanto riguarda i vescovi essi furono incaricati di ripristinare l'unità e trovare un nuovo equilibrio tra gli accordi congiunti nella Conferenza episcopale e le loro responsabilità nelle loro stesse diocesi. Essi avrebbero dovuto contribuire - ripristinando quell'unità - alla rimozione della confusione tra i credenti. Si sarebbe presa in esame la possibilità di nominare nuovi vescovi e persino le possibilità di istituire nuove diocesi. Si pensava a una possibile nuova diocesi di Almere e a una scissione della diocesi di 's-Hertogenbosch dalla quale sarebbe dovuta sorgere la diocesi di Eindhoven. Di entrambi i progetti alla fine non se ne fece nulla. Nuovi vescovi erano tra l'altro necessari per garantire che tutte le commissioni della Conferenza episcopale olandese potessero essere presiedute da un vescovo.
Per quanto riguarda i sacerdoti, il sinodo notò che spesso avevano una visione troppo funzionale del loro compito. Essi avrebbero dovuto prestare più attenzione alla propria vita spirituale. Il sinodo si dichiarò preoccupato per il piccolo numero di chiamate al sacerdozio. I vescovi si impegnarono dunque a sviluppare una pastorale vocazionale attiva. I seminari sacerdotali avrebbero dovuto prendere la forma sul modello di Rolduc - ovvero i candidati al sacerdozio avrebbero dovuto studiare e vivere sotto lo stesso tetto - o di convitti - dove gli studenti vivevano insieme e seguivano la loro formazione altrove, ad esempio in facoltà teologiche esterne. Questi corsi di studio avrebbero dovuto essere posti sotto la stretta supervisione dei vescovi. La situazione dei preti sposati che insegnavano in seminari o collegi avrebbe dovuto essere esaminata. Molti interpretarono questo come un annuncio delle loro dimissioni.
Ci si aspettava che i laici non si polarizzassero e - senza fanatismo - cessassero di bloccare un vero dialogo. I pastori furono elogiati ma venne auspicata una distinzione molto più chiara tra i sacerdoti e gli operatori pastorali. L'impressione di un clero parallelo doveva essere infatti evitata. La partecipazione alla celebrazione eucaristica domenicale sarebbe dovuta essere incoraggiata, così come la partecipazione al sacramento della confessione, quasi completamente obsoleta nei Paesi Bassi. La catechesi si sarebbe dovuta allineare con le linee guida romane.

## Dopo il sinodo
Dopo il sinodo vennero creati alcuni seminari in particolare nella diocesi di Breda (Bovendonk nel 1983), nella diocesi di 's-Hertogenbosch (Centro San Giovanni nel 1986), nella diocesi di Rotterdam (Vronesteyn nel 1988) e nella diocesi di Haarlem-Amsterdam (Casa Willibrord) nel 1996.
I vescovi olandesi nei confronti del sinodo si divisero tra critici - come il vescovo di 's-Hertogenbosch Johannes Willem Maria Bluijssen - entusiasti - come il vescovo di Rotterdam Adrianus Simonis - e dimissionari - come l'arcivescovo metropolita di Utrecht Johannes Willebrands. In effetti la tanto desiderata unità all'interno della conferenza episcopale olandese da molti non venne notata. Secondo il cardinale Willebrands molti laici speravano che i vescovi olandesi avrebbero mostrato più unità nelle loro politiche. Tra di essi l'entusiasmo per i risultati del sinodo era basso. Il padre gesuita di Amsterdam Jan van Kilsdonk disse per radio: "La situazione è senza speranza ma non seria. Il papa ha reso dei lacchè i vescovi olandesi". Per l'Associazione degli operatori pastorali (VPW), la delusione fu grande: "È un mistero come gli stessi vescovi possano essere influenzati dal Vaticano. Qualunque cosa accada, continuiamo".
Un anno dopo il sinodo, il cardinale Willebrands dichiarò: "Fin dall'inizio questo sinodo è stato accolto negativamente dalla maggioranza dei sacerdoti, dagli operatori pastorali e da molti altri laici che sono impegnati e attivi nella pastorale. Eppure c'erano anche molti che speravano che nei mesi che seguirono i vescovi avrebbero mostrato unità nelle loro politiche. Con il passare dei mesi, questa aspettativa ha toccato il fondo. In nessun luogo c'era una vera comunione, una vera comunità. I conflitti tornarono di nuovo virulenti. Delusione, amarezza, aperta opposizione ai vescovi e forse la cosa peggiore, crescente indifferenza verso la Chiesa, sono le conseguenze".
Dopo il sinodo seguì un certo numero di nomine episcopali che generarono criticità in una parte della comunità religiosa olandese. In primo luogo il cardinale Willebrands ricevette due vescovi ausiliari nelle persone di Johannes Antonius de Kok e Johannes Bernardus Niënhaus, mentre il vescovo di Rotterdam ricevette un vescovo coadiutore nella persona di Ronald Philippe Bär. Quest'ultima nomina rifletteva l'intenzione, poi attuata, di sostituire il cardinale Willebrands con monsignor Adrianus Simonis. Successivamente Hendrik Joseph Alois Bomers e Joseph Frans Lescrauwaet divennero vescovi ausiliari di Haarlem e Jan ter Schure vescovo di 's-Hertogenbosch. Secondo alcuni, tutte queste nomine contribuirono all'alienazione della comunità di fede olandese dalla Chiesa di Roma. Secondo loro la visita pastorale del papa nei Paesi Bassi nel 1985 generò una dimostrazione della totale incomprensione in cui la provincia ecclesiastica olandese era stata lasciata dopo questo sinodo speciale. Altri vedono questo sinodo come un cauto punto di svolta nella storia della Chiesa del dopoguerra nei Paesi Bassi.

## Partecipanti
- Vescovi olandesi:
  - Johannes Willebrands, primo presidente delegato, arcivescovo metropolita di Utrecht, metropolita della provincia ecclesiastica olandese, vicario castrense per i Paesi Bassi e presidente della Conferenza episcopale olandese;
  - Theodorus Zwartkruis, vescovo di Haarlem-Amsterdam;
  - Johannes Willem Maria Bluijssen, vescovo di 's-Hertogenbosch;
  - Huub Ernst, vescovo di Breda;
  - Bernhard Möller, vescovo di Groninga-Leeuwarden;
  - Adrianus Simonis, vescovo di Rotterdam;
  - Joannes Baptist Matthijs Gijsen, vescovo di Roermond.

- Capi dicastero della Curia romana:
  - Sebastiano Baggio, prefetto della Congregazione per i vescovi;
  - Jean Jérôme Hamer, segretario della Congregazione per la dottrina della fede;[14]
  - Gabriel-Marie Garrone, prefetto della Congregazione per l'educazione cattolica;
  - Silvio Oddi, prefetto della Congregazione per il clero;
  - James Robert Knox, prefetto della Congregazione per il culto divino;
  - Eduardo Francisco Pironio, prefetto della Congregazione per i religiosi e gli istituti secolari.

- Secondo presidente delegato:
  - Godfried Danneels, arcivescovo metropolita di Malines-Bruxelles.

- Segretari:
  - Jozef Tomko, segretario generale del Sinodo dei vescovi;
  - Joseph Lescrauwaet, vescovo ausiliare di Haarlem-Amsterdam;

- Religiosi olandesi:
  - Petrus van den Biesen, O.S.B., abate dell'abbazia di San Villibrordo a Doetinchem;
  - Adrianus Herman van Luyn, S.D.B., provinciale della Società Salesiana di San Giovanni Bosco.